# Поду-Велень
Поду-Велень, Поду-Велені (рум. Podu Văleni) — село у повіті Прахова в Румунії. Входить до складу комуни Поєнарій-Буркій.
Село розташоване на відстані 35 км на північ від Бухареста, 21 км на південь від Плоєшті, 105 км на південь від Брашова.

## Населення
За даними перепису населення 2002 року у селі проживали 250 осіб, усі — румуни. Усі жителі села рідною мовою назвали румунську.